# Acido linoelaidico
L'acido linoelaidico è un acido grasso composto da 18 atomi di carbonio con 2 doppi legami in posizione 9=10 e 12=13, in configurazione trans.
La sua notazione delta è 18:2Δ9t,12t 
con formula di struttura:
```
CH
3
-(CH
2
)
4
-CH=CH-CH
2
-CH=CH-(CH
2
)
7
-COOH
```

Il suo nome IUPAC è acido (9E,12E)-ottadeca-9,12-dienoico.
Contando i doppi legami dal terminale opposto al gruppo carbossilico è un acido omega-6.
È stato identificato da Ernst E. Sundvik nel 1989 nella cera psilla, una cera che riveste la Psylla alni, un afide conosciuto come pulce dell'ontano. Chibnal nel 1934 lo avrebbe individuato anche nelle cere dello Ceroplastes pseudoceriferus e del ceroblastes japonicus. Di controversa identificazione, sarebbe stato individuato anche nelle bacche di Goji (Lycium barbatum). Si trova normalmente negli oli ad alto tenore di acido linoleico parzialmente idrogenati e in piccole concentrazioni (≤0,1%) negli oli vegetali ad alto tenore di acido linoleico riscaldati ad oltre 190 °C sia durante la cottura/frittura, sia durante la raffinazione.
L'assunzione di acido linoelaidico, come di altri acidi trans non coniugati, è associata al rischio cardiovascolare, al rischio di sviluppare diabete tipo 2 ed a alcuni fattori di rischio metabolici. Le funzioni coinvolte sono note come inibizione metabolica, biosintesi di steroidi, trasduzione del segnale, resistenza all'insulina e infiammazione.